# Die Bürgschaft (Schubert)
Die Bürgschaft ist ein Opernfragment in drei Akten von Franz Schubert (D 435, Librettist: unbekannt), mit dessen Komposition er 1816 begann. Es blieb unvollendet: aus unbekanntem Grund bricht das Manuskript im dritten Akt nach nur zwei ausgearbeiteten Musikstücken ab. Das Fragment wurde am 7. März 1908 in Wien einmal konzertant aufgeführt. Im Rahmen des Schiller-Jahres 2005 wurde durch die Friedrich-Schiller-Universität Jena erstmals eine szenische Aufführung gezeigt, bei der das Fragment mit Musik von Schubert nach Schiller-Texten ergänzt war.
Mit Schuberts 1815 komponiertem Lied Die Bürgschaft (D 246, Dauer etwa 16 Minuten) auf die gleichnamige Ballade Die Bürgschaft von Friedrich Schiller hat die Oper kaum etwas gemein.

## Musiknummern
Das Fragment enthält die folgenden Musiknummern:
Erster Akt
- Nr. 1. Chor (gemischter Chor): „Hilfe! Rettung“
- Nr. 2. Arie (Bariton): „Muss ich fühlen in tiefer Brust“
- Nr. 3. Chor (gemischter Chor): „Wie dürstet der Aetna“
- Nr. 4. Chor (gemischter Chor): „Es lebe, es lebe der meutrische Thor“
- Nr. 5. Arie (Bariton): „Diese Gnade dank’ ich dir“
- Nr. 6. Arie (Bass): „Ob er wohl wiederkehrt?“
- Nr. 7. Romanze (Sopran): „Die Mutter sucht ihr liebstes Kind“
- Nr. 8. Duett (zwei Soprane): „Wir bringen dir die Kette“
- Nr. 9. Finale (drei Soprane, Bariton, Männerchor): „Du gehst in Kerker, Du?“

Zweiter Akt
- Nr. 10. Entreakt und Arie (Bariton): „O Götter! O Dank Euch“
- Nr. 11. Arie (Sopran): „Welche Nacht hab’ ich erlebt“
- Nr. 12. Ensemble (drei Soprane, Tenor): „Horch die Seufzer unsrer Mutter“
- Nr. 13. Quartett (Männerquartett ohne Begleitung): „Hinter Büschen, hinterm Laub“
- Nr. 14. Szene und Arie (Bariton): „O göttliche Ruhe“

Dritter Akt
- Nr. 15. Entreakt
- Nr. 16. Ensemble (Bariton und Männerchor): „Der Abend rückt heran“ (unvollendet)